# Курбатов, Павел Павлович
Павел Павлович Курбатов (род. 9 сентября 1937 года) — советский и российский тренер по лёгкой атлетике. Мастер спорта СССР по прыжкам с трамплина на лыжах и кандидат в Мастера спорта СССР по боксу.

## Биография
В 1965 году Курбатов окончил Государственный центральный ордена Ленина институт физической культуры по специальности «Преподаватель физической культуры и спорта».
Воспитал большое количество учеников, добившихся высоких результатов в лёгкой атлетике, в том числе чемпионку СССР в беге на 100 метров с барьерами Татьяну Лугашову, бронзового призёра чемпионата Европы в помещении 1980 года в тройном прыжке Геннадия Ковтунова, призёра чемпионата СССР в беге на 110 метров с барьерами Владимира Иващенко, чемпиона Украинской ССР и обладателя рекорда СССР в беге Александра Буева, чемпионку СССР в беге на 100 метров с барьерами Виту Ковтунову.
В настоящее время Павел Павлович работает тренером в ФСО «Юность Москвы» и ежедневно продолжает вести занятия с детьми на стадионе имени братьев Знаменских.